# Offene Tonsilbe
Der Terminus offene Tonsilbe bezeichnet in der Sprachwissenschaft gelegentlich eine betonte Silbe, deren Endrand unbesetzt ist, die also mit einem Vokal auslautet (Beispiele: wo [voː], Ra-be [ˈʀaː.bə]). Geschlossene Tonsilben dagegen haben einen konsonantischen Endrand (Mus-ter [ˈmʊs.tɐ]). Der Ausdruck „Tonsilbe“ ist wenig gebräuchlich; die meisten Autoren sprechen nur von einer „offenen Silbe“ und setzen implizit voraus, dass die Hauptsilbe eines Wortes gemeint ist.
Was hier als „Tonsilbe“ bezeichnet wird, ist identisch mit der prominenten Silbe trochäischer deutscher Erb-, Lehn- oder Fremdwörter. Morphologisches Gegenstück der „Tonsilbe“ ist der Wortstamm, der allerdings häufig einen anderen Endrand hat als die prominente Silbe (phonetisch: trin-ken [ˈtʀɪŋ.kn̩]; morphologisch: trink-en). Der Wortstamm kann durch Affixe ergänzt werden, und der Terminus „Tonsilbe“ soll ausdrücken, dass Affix-Silben nicht gemeint sind. Beeinträchtigt wird die Aussagekraft des Terminus „Tonsilbe“ jedoch dadurch, dass viele Wörter dem Schema „Tonsilbe+Affix(e)“ gar nicht entsprechen. Dies gilt besonders für Komposita (z. B. wie-so) und für Fremdwörter (Ka-rus-sell), vereinzelt aber sogar für deutsche Erbwörter (Al-mo-sen).
Für die Sprachwissenschaft sind offene dominante Silben in trochäischen Erbwörtern deshalb von Interesse, weil der Vokal, der ihren Kern bildet, seit der neuhochdeutschen Zeit grundsätzlich lang gesprochen wird. In unbetonten und in geschlossenen Silben kommen Langvokale nur vereinzelt vor.